# Pagode des Xingshengjiao-Tempels

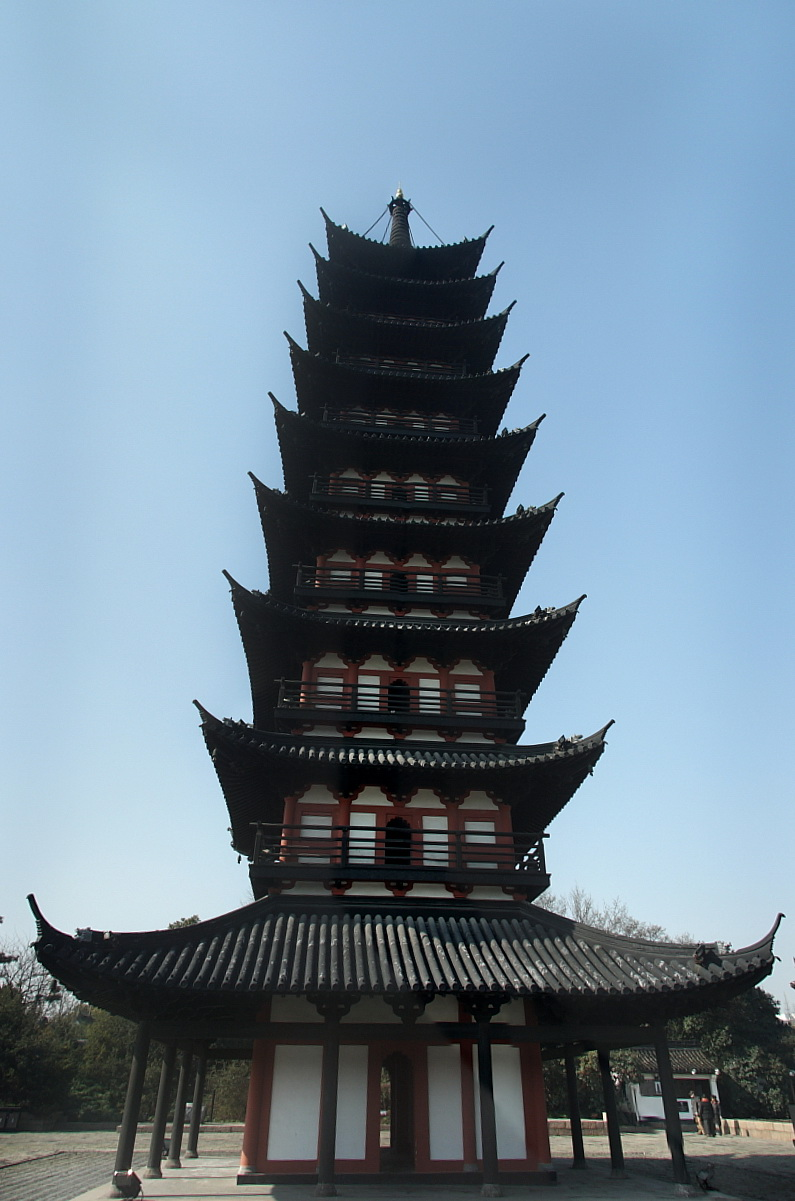

Die Pagode des Xingshengjiao-Tempels (chinesisch 兴圣教寺塔, Pinyin Xīngshèngjiào sì tǎ) ist eine im Turmstil erbaute Ziegelpagode aus der Zeit der Nördlichen Song-Dynastie im Stadtbezirk Songjiang von Shanghai, Volksrepublik China. Sie hat neun Geschosse und ist 42,5 m hoch. Weil sie quadratisch ist, wird sie auch „Quadratische Pagode“ (方塔,  fāngtǎ) genannt. 
Sie steht seit 1996 auf der Liste der Denkmäler der Volksrepublik China (4-83).